# Arvid von Nottbeck
Arvid von Nottbeck (* 28. Januarjul. / 10. Februar 1903greg. in Kamenskoje, Russisches Kaiserreich; † 19. Januar 1981 in Hannover) war ein deutscher Jurist und Politiker (FDP).

## Leben
Arvid von Nottbeck wurde als Sohn eines Baltendeutschen im ukrainischen Kamjanske geboren, wo der Vater als Chemiker in einem großen Stahlwerk angestellt war. Nach dem Abitur an der Domschule zu Reval nahm er ein Studium der Rechtswissenschaft an der Universität Dorpat auf, das er mit der Promotion zum Dr. jur. beendete. Er war Mitglied der deutsch-baltischen Corporation Estonia Anschließend war er bis 1939 als selbständiger Rechtsanwalt in Reval tätig. Während des Zweiten Weltkrieges arbeitete er als Rechtsanwalt in Posen. 1945 floh er in den Westen und ließ sich 1947 als Rechtsanwalt und Notar in Walsrode nieder. Er engagierte sich in Vertriebenenorganisationen und war von 1967 bis 1970 Vorsitzender der Carl-Schirren-Gesellschaft und auch Vorsitzender des Ehrenrates der Deutsch-Baltischen Landsmannschaft. Weiterhin betätigte er sich als Jagdsportler. Arvid von Nottbeck starb am 19. Januar 1981 in Hannover.

## Politik
Nottbeck war in den 1930er-Jahren Mitglied des Stadtparlamentes von Reval und dort Fraktionsvorsitzender der Völkischen Minderheiten.
Nottbeck trat nach 1945 in die FDP ein, war Kreis- und Bezirksvorsitzender der Partei in Bomlitz und wurde in den Kreistag des Kreises Fallingbostel gewählt. Er war Mitglied des Landesvorstandes der FDP Niedersachsen, zeitweise stellvertretender Landesvorsitzender der Partei und Mitglied des FDP-Bundesvorstandes. Von 1959 bis zu seiner Mandatsniederlegung am 20. Mai 1959 sowie erneut von 1963 bis zu seiner Mandatsniederlegung am 21. Juni 1963 war er Mitglied des Niedersächsischen Landtages. Am 3. Oktober 1956 wurde er als Justizminister in die von Ministerpräsident Heinrich Hellwege geführte Regierung des Landes Niedersachsen berufen. Nach dem Bruch der Koalition aus DP, CDU, FDP und GB/BHE schied er am 6. November 1957 aus der Regierung aus.
Nach dem Wahlsieg der SPD bei den Landtagswahlen 1959 und der Bildung einer Koalition aus SPD, FDP und GB/BHE wurde Nottbeck am 12. Mai 1959 erneut als niedersächsischer Justizminister in die von Ministerpräsident Hinrich Wilhelm Kopf geführte Landesregierung berufen und blieb auch in der von Ministerpräsident Georg Diederichs geführten Folgeregierung im Amt. Während seiner Amtszeit wurde die Strafvollzugsreform durchgeführt. Aus Protest gegen das Niedersachsen-Konkordat schied er am 13. Mai 1965 wieder aus der Regierung aus und wurde als Justizminister durch den CDU-Politiker Gustav Bosselmann abgelöst.

## Werke
- Schüsse und Schicksale. Waidwerk im Wechsel von Raum und Zeit. Parey, Hamburg und Berlin 1969.